# Posesivní větná konstrukce
Posesivní minulý čas je v některých jazycích tvar trpného rodu, ve kterém je agens vyjádřen posesivní konstrukcí (tj. analogií slovesa mít).

## Příklady
| jazyk                           | příklad                          | překlad                  | doslovný překlad                   |
| makedonština                    | го имам видено Стојана           | viděl jsem Stojana       | "mám viděno Stojana"               |
| ruština (severozápadní dialekt) | у меня корова подоено            | podojil jsem krávu       | "mám podojenu krávu"               |
| vlaština                        | am cântatâ                       | zpíval jsem              | "mám zpíváno"                      |
| velština                        | fe ges i fy stopio gan yr heddlu | byl jsem zadržen policií | "dostal jsem své zadržení policií" |
| ajmarština                      | Mariyan akankañapkama            | dokud je Marie zde       | "během Mariina bytí zde"           |

Někdy tato konstrukce vychází z trpného rodu. Ve slovanských jazycích se rozšířila pod vlivem sousedních jazyků (románských, baltských, ugrofinských). Plně gramatikalizována je v rámci slovanských jazyků v kašubštině a makedonštině.

## Situace v makedonštině
V makedonštině se tato konstrukce používá zejména v jihozápadních dialektech, odkud se také rozšířila do spisovného jazyka. V některých jižních dialektech (v Egejské Makedonii) plně nahradila aorist a imperfekt (říká se např. имам спиено místo спиев "spal jsem" apod.). V těchto dialektech je také možné užít tuto konstrukci se slovesy být a mít, což ve spisovném jazyce není možné (имам бидено, имам имано). Posesivnímu minulému času konkuruje v dialektech (kromě aoristu a imperfektu) perifrastický čas s pomocným slovesem být (таму е биден, таму е имано apod.).
Do makedonštiny se tento čas dostal zřejmě vlivem vlaštiny.

## Aglutinační jazyky
V některých aglutinačních jazycích se posesivní konstrukce používají v podřadných větách.
Například v inuitštině a grónštině se agens přechodných sloves běžně vyjadřuje genitivem, pokud je přímý objekt určitý (definitní). Ajmarština a kečuánština znají posesivní konstrukci v minulém čase typu Mariyan alata "Marie nakoupila" (doslova "Mariino nakoupeníPAST").